# DraftKings
DraftKings ist ein US-amerikanischer Anbieter von Sportwetten und Fantasy Sport mit Hauptsitz in Boston. Das Unternehmen ermöglicht Wetten auf verschiedene Sportarten wie American Football, Tennis, Basketball, Fußball und weitere Sportarten sowie Fantasy Sport. DraftKings wurde 2012 gegründet und ist seit April 2020 börsennotiert. Anfang 2021 hatte DraftKings 1,5 Millionen zahlenden Kunden.

## Geschichte
DraftKings wurde 2012 von Jason Robins, Matthew Kalish und Paul Liberman, ehemaligen Mitarbeitern von Vistaprint, gegründet. Das Unternehmen wurde zunächst von Libermans Haus aus betrieben. Das erste Produkt des Unternehmens war ein Einzel-Baseball-Wettbewerb, der zeitgleich mit dem Eröffnungstag der Major League Baseball im Jahr 2012 eingeführt wurde. Im April 2013 investierte die Major League Baseball einen ungenannten Betrag in DraftKings und war damit die erste US-Profisportorganisation, die in Daily Fantasy Sports investierte. 
Ebenfalls im Juli 2015 gab DraftKings eine Finanzierungsrunde in Höhe von insgesamt 300 Millionen US-Dollar bekannt, die von Fox Sports, der Kraft Group, Eigentümer der New England Patriots, und dem Bostoner Finanzriesen Wellington Management angeführt wurde. Seit der Übernahme von Fox Sports durch The Walt Disney Company im Jahre 2019 befinden sich diese Anteile im Besitz von Disney.
Im August 2015 gab DraftKings bekannt, dass es von der Gambling Commission eine Lizenz für den Betrieb von Pool-Wettdiensten im Vereinigten Königreich erhalten hatte und plante, ein Büro in London zu eröffnen. DraftKings startete offiziell am 5. Februar 2016 in Großbritannien mit Daily Fantasy Soccer. Im Rahmen des Starts verbesserte DraftKings die Handhabung des Fußballs auf der Plattform, um das lokale Publikum anzusprechen. Im darauffolgenden Jahr erhielt DraftKings eine Lizenz für kontrollierte Geschicklichkeitsspiele in Malta, die es dem Dienst ermöglicht, in jedes Land der Europäischen Union zu expandieren, das Glücksspieldienste unter der Lizenz eines anderen EU-Landes zulässt.
Am 18. November 2016 gaben DraftKings und FanDuel ihre Absicht bekannt, zu fusionieren. Das fusionierte Unternehmen würde mehr als 5 Millionen Nutzer bedienen. Am 19. Juni 2017 kündigte die Federal Trade Commission (FTC) an, dass sie eine einstweilige Verfügung beantragen würde, um die damals geplante Fusion zu blockieren. Die FTC war der Ansicht, dass die geplante Transaktion dem fusionierten Unternehmen einen Anteil von 90 % am US-amerikanischen Fantasy Sports-Markt verschaffen würde, was sie als Monopolstellung ansah. Die Fusion scheiterte deshalb.
2018 expandierte DraftKings in den Bereich Sportwetten. Im August 2018 hat DraftKings DraftKings Sportsbook in New Jersey eingeführt und ist damit der erste legale Anbieter von mobilen Sportwetten in diesem Bundesstaat. Das Unternehmen betreibt Sportwetten in allen US-Bundesstaaten, in denen diese legal sind.
Im April 2020 wurde DraftKings durch eine Fusion mit einer speziellen Zweckgesellschaft (Special Purpose Acquisition Company) zu einem börsennotierten Unternehmen. Im September 2020 wurde der ehemalige NBA-Spieler Michael Jordan Investor und Berater bei DraftKings.